# 馬慤
馬慤（1555年—？），字慎卿，號嵩岳，河南開封府鈞州人，民籍，明朝政治人物。

## 生平
萬曆四年（1576年）丙子科河南鄉試第六十四名舉人，十一年（1583年）中式癸未科會試第二百六十六名，三甲第一百十八名進士。刑部觀政，授臨淄縣知縣，十九年（1591年）調壽光縣知縣，二十年（1592年）調寧津縣知縣，二十四年（1596年）升戶部主事，管御馬倉，二十五年（1597年）管臨清鈔關。

## 家族
曾祖馬安，封九江府知府；祖父馬紀，浙江布政使司右參政；伯父馬斯臧，順天府府丞；父馬斯徂。母高氏。具慶下。